# Beraea auresi
Beraea auresi är en nattsländeart som beskrevs av Vaillant 1953. Beraea auresi ingår i släktet Beraea och familjen sandrörsnattsländor. Inga underarter finns listade i Catalogue of Life.